# Simca SUMB
Der Simca SUMB (auch als Simca Marmon bekannt) ist ein kleiner französischer militärischer Lastkraftwagen, den UNIC zwischen Oktober 1964 und 1973 produzierte.

## Geschichte
Die französische Armee suchte einen kleinen geländetauglichen LKW im Stil des Unimog. Jedoch hatte kein französischer Hersteller ein solches Fahrzeug im Lieferprogramm. Daraufhin wurde der SUMB entwickelt. Der Name kommt von den Initialen der beteiligten Firmen Simca als Motorenlieferant, UNIC als Fahrgestellhersteller, Marmon-Herrington als Zulieferer der Achsen und des Allradantriebes mit Pont-à-Mousson-Schaltgetriebe mit vier Gängen plus Geländeuntersetzung, sowie des Karosseriedesigners Bocquet. Die Karosserie wurde von Carossier aus Genf zugeliefert.
Der Nachfolger des SUMB in der Französischen Armee wurde der Saviem TP3, jedoch sind die SUMB bis heute bei der Armee im Gebrauch. Seit 2005 werden sie jedoch ausgemustert und auch an Privatpersonen abgegeben.

## Technik
Das Fahrgestell stammte vom Simca Cargo ab, den Simca von Ford France übernommen hatte, ebenso wie dessen Ford-V8-Seitenventilmotor, den Simca auf 4,2 Liter Hubraum und 74 kW (100 PS) Leistung gebracht hatte. Das Tankvolumen betrug 130 Liter.
Die meistverbreitete Variante als Pritschenwagen mit Planverdeck hatte eine Kapazität von 12 Personen oder 1500 kg Nutzlast.
Abgesehen von den verschiedenen Modellen mit militärischen Aufbauten gab es auch speziell für Transporte ausgelegte Versionen mit einer Nutzlast bis zu 1700 kg.
6976 Exemplare wurden an die französische Armee ausgeliefert und 1994 teilweise auf modernere Renault-Turbodieselmotoren mit Fünfgang-Schaltgetriebe umgerüstet. Ebenso wurden ab diesem Zeitpunkt verbesserte Bremsanlagen nachgerüstet. Verbrauchte der Ottomotor im Durchschnitt 30–35 Liter bei einer Höchstgeschwindigkeit von 80 km/h, sank der Verbrauch mit Dieselmotor auf 19–23 Liter bei einer Höchstgeschwindigkeit von 90 km/h.